# Leiostyla vincta
Leiostyla vincta é uma espécie de gastrópode  da família Pupillidae.
É endémica de Portugal.